# Кременець (буксир)
«Кременець» — морський буксир проекту 714 Військово-Морських Сил України. Має бортовий номер U705. На сьогоднішній день захоплений російською армією.

## Історія
Буксир проекту 714 було побудовано 30 вересня 1983 року під початковою назвою «МБ-108» (заводський № 315) на фінській корабельні «Rauma Repola Uusikaupunki Nystad» для ВМФ СРСР. Використовувався Червонопрапорним Чорноморським флотом ВМФ СРСР. Згодом корабель був перейменований на «СБ-524». 1 серпня 1997 року після розподілу ЧФ СРСР між Україною та Росією корабель відійшов Україні та отримав нову назву «Кременець» та бортовий номер U705. У 2014 році, в результаті російської агресії, морський буксир «Кременець» був захоплений російською армією.

## Спеціальне обладнання
Морський буксир «Кременець» оснащений одним водолазним комплексом, барокамерою та двома лафетними пожежними стволами.